# مانه وا
مانه وا (به لاتین: Maneva) یک منطقهٔ مسکونی در ماداگاسکار است که در ناحیه آمبوهیماهاسوآ واقع شده‌است. مانه وا ۷٬۳۷۶ نفر جمعیت دارد و ۱٬۳۹۲ متر بالاتر از سطح دریا واقع شده‌است.